# Tour de Boussine
La Tour de Boussine (3.833 m s.l.m.) è una montagna del Gruppo del Grand Combin nelle Alpi Pennine.

## Descrizione
Si trova nel Canton Vallese, si colloca ad est del Grand Combin e sovrasta il Lago di Mauvoisin.